# Geen weg terug
Geen weg terug is een hoorspel van Rodney D. Wingfield. Never Go Back werd op 9 december 1993 onder de titel Das unheimliche Dorf uitgezonden door de Bayerischer Rundfunk, maar de AVRO bracht het reeds op 11 oktober 1987. De vertaling was van Marijke Mous, Hero Muller was de regisseur.

## Rolbezetting
- Lou Landré (Paul Gilmore)
- Maria Lindes (Ann Gilmore)
- Lou Steenbergen (Reed)
- Gusta Gerritsen (een verpleegster)
- Robert Sobels (een arts)
- Hans Hoekman (Alf Ramsey)
- Margreet Heemskerk (Linda Ramsey, zijn vrouw)
- Michiel Kerbosch (Charlie)

## Inhoud
Massa’s dode meeuwen op het strand, een inbreker in het vakantiehuisje, bovendien het gruwelverhaal over de verdronkenen die eenmaal per jaar naar het dorp terugkeren om de levenden te halen... Dat zou eigenlijk al volstaan om de vakantie aan zee voor Ann Gilmore te verpesten. Maar dan ontdekt Ann ook nog, dat Paul, haar man, geenszins toevallig dit afgelegen nest uitgezocht had, maar - als reporter in hart en nieren -  naar een sensatieverhaal op zoek is. Preciezer: naar de vorser Dr. Ellis, een vakman op het gebied van de bacteriologie en de biologische oorlogsvoering, die kortgeleden spoorloos verdwenen is van zijn werkterrein op het Ministerie van Defensie. Na een zwaar auto-ongeval komen Ann en Paul bij in een militair hospitaal. En dan begint de nachtmerrie pas echt, want beiden herinneren zich telkens een heel ander verhaal, dat zich vlak voor de botsing zou hebben afgespeeld…